# Yannik Tiemann
Yannik Tiemann (* 1990 in Bielefeld) ist ein deutscher Jazzmusiker (Kontrabass, Komposition).

## Leben und Wirken
Tiemann wuchs in Köln auf und lernte zunächst mit neun Jahren Klavier, bevor er mit 14 Jahren zum Bass wechselte und in verschiedenen  Jazzcombos spielte, für die er auch komponierte. Von 2012 bis 2015 studierte er E-Bass und Kontrabass  am Institut für Musik der Hochschule Osnabrück bei Achim Seifert und Sebastian Gramss, anschließend an der Hochschule für Musik und Tanz Köln Kontrabass bei Dietmar Fuhr und Jonas Burgwinkel. Mit den Bands Der weise Panda (mit Simon Seeberger, Maika Küster und Jo Beyer) und Bodosapiens (mit Aaron Seitz, Jo Beyer) gewann er 2015 und 2016 jeweils den ersten Platz des Sparda Jazz Award und gastierte auf Jazzfestivals in Deutschland (Elbjazz, Burghausen), ferner auf dem Oslo Jazzfestival. Mit dem Simon Below Quartett (mit Fabian Dudek, Jan Philipp) ist er seit 2017 Stipendiat der Dr. Carl Dörken-Stiftung. Außerdem spielt er mit Thimo Niesterok (Trompete) und Simon Bräumer (Schlagzeug) im Trio  Psyches Honigkuchen sowie in der Popband BJÖRN (mit Maika Küster, Maria Trautmann, Manuel Loos).

## Diskographische Hinweise
- Aaron Seitz, Yannik Tiemann, Jo Beyer: Bodosapiens (2013)
- Der Weise Panda: MAM (Double Moon Records, 2016)
- Simon Below Wailing Wind’s Story (Double Moon Records/in-akustik 2018)[4]
- Simon Below Elements of Space (Traumton 2020)[5]